# Gauliga Berlin-Brandenburg 1937/38
Die Gauliga Berlin-Brandenburg 1937/38 war die fünfte Spielzeit der Gauliga Berlin-Brandenburg im Fußball. Am Saisonende konnte sich der Berliner SV 92 dank des besseren Torquotienten gegenüber Hertha BSC zum zweiten Mal die Gaumeisterschaft sichern. In der dadurch erreichten Endrunde um die deutsche Meisterschaft konnte sich der BSV in der Gruppenphase allerdings gegen den FC Schalke 04 und VfR Mannheim nicht durchsetzen.
Im Abstiegskampf konnten sich die beiden Aufsteiger CSC/Friesen Cottbus und Brandenburger SC 05 behaupten, während SC Nowawes 03 und Viktoria 89 die Liga verlassen mussten.

## Abschlusstabelle
| Pl. | Verein                   | Sp. | S  | U | N  | Tore    | Quote | Punkte |
| --- | ------------------------ | --- | -- | - | -- | ------- | ----- | ------ |
| 1.  | Berliner SV 92           | 18  | 11 | 5 | 2  | 037:190 | 1,95  | 27:90  |
| 2.  | Hertha BSC (M)           | 18  | 10 | 7 | 1  | 044:260 | 1,69  | 27:90  |
| 3.  | Tennis Borussia Berlin   | 18  | 11 | 2 | 5  | 048:240 | 2,00  | 24:12  |
| 4.  | Wacker 04 Tegel          | 18  | 7  | 4 | 7  | 036:420 | 0,86  | 18:18  |
| 5.  | SV Bewag Berlin          | 18  | 6  | 4 | 8  | 032:350 | 0,91  | 16:20  |
| 6.  | SC Union Oberschöneweide | 18  | 7  | 2 | 9  | 037:430 | 0,86  | 16:20  |
| 7.  | CSC/Friesen Cottbus (N)  | 18  | 5  | 5 | 8  | 040:430 | 0,93  | 15:21  |
| 8.  | Brandenburger SC 05 (N)  | 18  | 4  | 6 | 8  | 034:410 | 0,83  | 14:22  |
| 9.  | SV Nowawes 03            | 18  | 3  | 6 | 9  | 025:400 | 0,63  | 12:24  |
| 10. | BFC Viktoria 1889        | 18  | 3  | 5 | 10 | 028:480 | 0,58  | 11:25  |

| (M) | Titelverteidiger               |
| (N) | Aufsteiger aus der Bezirksliga |

## Aufstiegsrunde
Die Aufstiegsrunde wurde erstmals in zwei Gruppen ausgespielt, deren Sieger in die Gauliga aufstiegen.

### Gruppe A
| Pl. | Verein                                                                | Sp. | S | U | N | Tore    | Quote | Punkte |
| --- | --------------------------------------------------------------------- | --- | - | - | - | ------- | ----- | ------ |
| 1.  | Blau-Weiß 90 Berlin (Sieger Bezirksklasse Berlin-Potsdam Staffel Ost) | 4   | 2 | 1 | 1 | 005:300 | 1,67  | 05:30  |
| 2.  | SC Lorenz (Sieger Bezirksklasse Berlin-Potsdam Staffel Süd)           | 4   | 2 | 1 | 1 | 004:400 | 1,00  | 05:30  |
| 3.  | SpVgg Guben (Sieger Bezirksklasse Lausitz Staffel Ost)                | 4   | 1 | 0 | 3 | 003:500 | 0,60  | 02:60  |

### Gruppe B
| Pl. | Verein                                                                 | Sp. | S | U | N | Tore    | Quote | Punkte |
| --- | ---------------------------------------------------------------------- | --- | - | - | - | ------- | ----- | ------ |
| 1.  | Minerva 93 Berlin (Sieger Bezirksklasse Berlin-Potsdam Staffel West)   | 4   | 4 | 0 | 0 | 010:200 | 5,00  | 08:0   |
| 2.  | SpVgg Deutsche Bank (Sieger Bezirksklasse Berlin-Potsdam Staffel Nord) | 4   | 1 | 0 | 3 | 006:100 | 0,60  | 02:60  |
| 3.  | FC Amicitia Forst (Sieger Bezirksklasse Lausitz Staffel West)          | 4   | 1 | 0 | 3 | 004:800 | 0,50  | 02:60  |